# Crisanto Grajales
Pour les articles homonymes, voir Grajales.
Grajales  Valencia est un nom espagnol. Le premier nom de famille, en général paternel, est Grajales ; le second, en général maternel, souvent omis, est Valencia.
Crisanto Grajales Valencia  né le 6 mai 1987 à Xalapa dans l’État de Veracruz au Mexique est un triathlète professionnel. Multiple vainqueur aux championnats panaméricain et vainqueur aux Jeux panaméricains de 2015.

## Biographie
Crisanto Grajales participe aux Jeux olympiques d'été de 2012 à Londres ou il prend la 28e place de l'épreuve.

## Palmarès
Le tableau présente les résultats les plus significatifs (podium) obtenus sur le circuit international de triathlon depuis 2010.
| Année                                     | Compétition                                | Pays              | Position          | Temps           |
| ----------------------------------------- | ------------------------------------------ | ----------------- | ----------------- | --------------- |
| 2019                                      | Jeux panaméricains 2019 Lima               | Pérou             | Médaille d'or     | 1 h 50 min 39 s |
| 2018                                      | Coupe du monde - l'étape sprint de Ixtapa  | Mexique           | Médaille d'or     | 0 h 55 min 34 s |
| Coupe du monde - l'étape sprint de La Paz | Mexique                                    | Médaille d'or     | 1 h 46 min 33 s   |                 |
| 2017                                      | Coupe du monde - l'étape sprint de Salinas | Équateur          | Médaille d'or     | 0 h 52 min 8 s  |
| 2016                                      | WTS Yokohama                               | Japon             | Médaille d'argent | 1 h 46 min 42 s |
| 2015                                      | Jeux panaméricains 2015 Toronto            | Canada            | Médaille d'or     | 1 h 48 min 58 s |
| Championnats panaméricains de triathlon   | Canada                                     | Médaille d'or     |                   | 1 h 48 min 58 s |
| 2014                                      | Championnats panaméricains de triathlon    | États-Unis        | Médaille d'or     | 1 h 47 min 9 s  |
| 2012                                      | Coupe du monde - l'étape de Guatapé        | Colombie          | Médaille d'or     | 2 h 2 min 14 s  |
| Coupe du monde - l'étape de Cancún        | Mexique                                    | Médaille d'argent | 0 h 53 min 36 s   |                 |
| 2011                                      | Coupe du monde - l'étape de Guatapé        | Colombie          | Médaille d'argent | 0 h 57 min 22 s |
| 2010                                      | Coupe du monde - l'étape de Tiszaújváros   | Hongrie           | Médaille d'argent | 1 h 49 min 9 s  |